# Achramorpha ingolfi
Achramorpha ingolfi és una espècie d'esponja calcària, marina i amb espícules formades per carbonat de calci. L'esponja pertany al gènere Achramorpha i a la família Achramorphidae. El nom científic de l'espècie va ser publicat per primera vegada el 2019 per Adriana Alvizu, Joana R. Xavier i Hans Tore Rapp.